# 康涅狄格大学
康涅狄格大學（英語：University of Connecticut）是位於美國康涅狄格州受政府拨赠土地建立的大學，成立於1881年，有超過3萬學生在其六個校區中就讀，其中包括近8千名研究生。该校与耶鲁大学并列该州两所研究型大学之一。
康涅狄格大學的主校區位於康涅狄格州斯托尔斯。女政治学家苏珊·赫布斯特博士是该校建校以来第一位女校长。
新英格蘭的科教走廊是哈特福德和斯普林菲爾德附近地區重要的經貿和文化合夥機構，而康涅狄格大學正是該機構的發起者之一。同時，康涅狄格大學也被許多研究高等教育的學者譽為“公立常春藤”。
康涅狄格大學是受新英格蘭院校協會承認的高等院校，同時也是美國大东联盟的成員之一。

## 歷史
康涅狄格大學於1881年建成時稱為“斯托爾斯農業學校”，以紀念為學校購入土地并提供资金支持的查尔斯·斯托尔斯和奥古斯都·斯托尔斯兄弟。学校从1891年开始有女生上课，并于1893年正式接受女性入学。同年学校更名为斯托尔斯农业学院，并成为康州的赠地大学。1899年，学校再次更名为康涅狄格农业学院；1933年，改为康涅狄格州立学院；1939年，改为康涅狄格大学，并沿用至今。
1940年，康大第一次分出下属的学院，成立社会工作学院和护理学院，并开设了研究生项目。同时一些法学院和药学院也并入该校。1949年，首次有毕业生被授予博士学位。
20世纪60年代，康涅狄格大学卫生中心成立于法明顿，下设新的医学院和牙科医学院。约翰·邓普西医院于1975年落成，并一直由康大管理。
1995年，一个由州政府出资的“康大2000”项目通过了康涅狄格州议会的讨论并由时任州长约翰·罗兰德签署成为法律。该项目拨款10亿美元用于改善校园设施、增加教职员工等。另外，作为新的十年完善计划“21世纪康大”的一部分，康涅狄格州于2002年承诺拨款13亿美元，用于学校校园建设。

## 校區
康涅狄格大學的主校區位於斯托尔斯，在州首府哈特福德以東約45千米处。校區南北兩側分別比鄰北伊格爾維爾路（N. Eagleville Road）和南伊格爾維爾路（S. Eagleville Road），斯托爾斯路（康州195国道）則沿南北方向穿過校區。
除了主校區斯托爾斯以外，康涅狄格大學還有另外四個校區，分別是：艾弗里點校區（位於格羅頓）、史丹福校區、大哈特福德校區（位於西哈特福德）、沃特伯立校區。昔日之托灵顿校區已因招生數量減少關閉。
康涅狄格大學法學院位於哈特福德；社會福利工作位於西哈特福德的大哈特福德校區；而醫學院和牙科醫學院則位於法明頓的康涅狄格大學衛生院。

## 校园生活
大约75%的在校生，包括大學生和研究生住校。校方每年赞助了许多康大学生發起的活动，同时也观察超过300个招募大學生和研究生的学生社团。

### 春季狂欢周

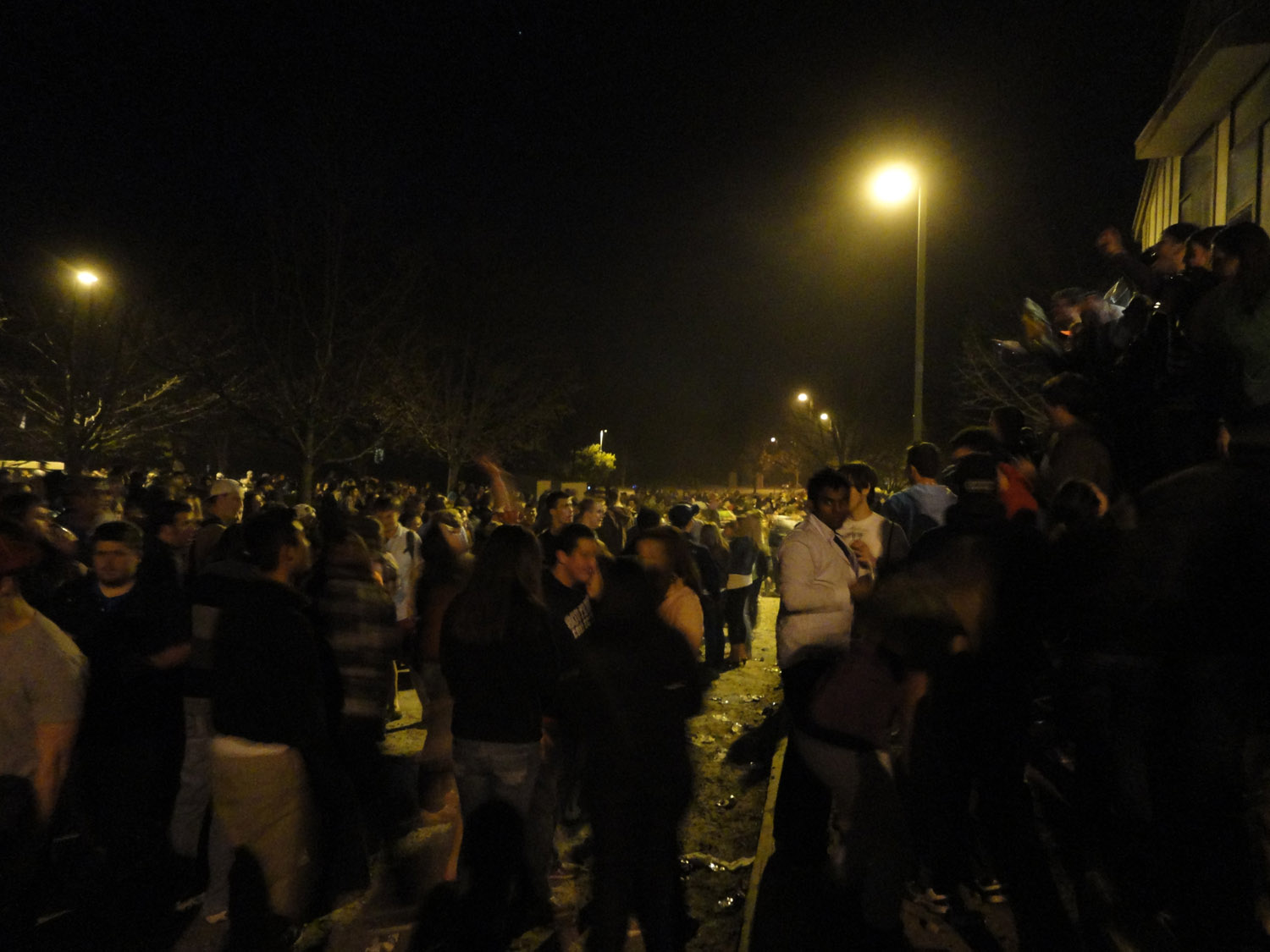
康大春季狂欢周

一年一度的春季狂欢周吸引了许多世界级的歌星和乐队，包括：
- 2000年：Outkast 和Third Eye Blind[4],
- 2001年：Guster 和Nelly
- 2002年：Fat Joe 和Nine Days[5]
- 2003年：50 Cent 和Busta Rhymes[6]
- 2004年：Ludacris 和Kanye West
- 2005年：Nas 和Fabolous
- 2006年：OAR
- 2007年：Dashboard Confessional, Reel Big Fish 和The Starting Line
- 2008年：Method Man, Redman, Flo-Rida, 和T-Pain
- 2009年：50 Cent 和Naughty by Nature[7]
- 2010年4月10日：Jack's Mannequin 和 KiD CuDi

春季狂欢周的一些大型派对甚至引起学生骚乱的场面。

## 運動
康涅狄格大學是美国一所知名的NCAA（全美大学体育协会）名校，其男子和女子篮球队都是全美数一数二的传统强队。男篮于1999、2004、2011、2014和2023年获得NCAA总冠军；女篮则赢得了1995、2000、2002、2003、2004、2009、2010、2013和2014年的总冠军，共有14次进入四强，并在1995、2002、2009、2010和2014赛季中都保持不败战绩，是NCAA甲组中最长的连胜纪录保持者（90场）。
康大是唯一一支同年夺得NCCA第一级别男篮和女篮双冠军的大学，康大在2004年和2014年两次达成此成就。
该校男子足球队于1948、1981和2000年赢得了全国冠军，女子足球队也进入了1984、1990、1997和2003年的冠军赛。
康大曲棍球队亦闻名全美，他们曾十次闯入半决赛，并作为大东部竞技联盟的成员获得1981、1985和2013年的冠军。

## 學校排名
康涅狄格大學本科教育共开设102个专业，并有87个辅修学位可选。近年来学校的录取率一直呈下降趋势，2012年秋季达到了44.7%，而申请入学的人数大约有30,000人。
该校被列为公立常春藤大学之一。在美国著名财经杂志Kiplinger的“2013年最超值公立大学”榜单中，康涅狄格大學名列第25位（用州外学费计算的话是22位）。2012年，康涅狄格大學被评为“世界最可持续发展校园”第一名。
根據美国新闻与世界报道網站，康涅狄格大學2021年全國排名為第63名，本科排名中商学院为第50名；研究所排名中商学院为第74名、教育学院第37名、工程学院第67名、法律学院50名、统计学专业第44名、生物科学第85名、信息科学第82名、药学第29名、公共关系第38名（公共财政与预算方向第9名）。

## 傑出校友
- 戴維·李（物理學家）（诺贝尔物理学奖获得者）
- 雷·阿伦（職業籃球運動員）
- 本·戈登（職業籃球運動員）
- 埃米卡·奧卡福（職業籃球運動員）
- 唐耶爾·馬歇爾（職業籃球運動員）
- 凯文·奥利（職業籃球運動員）
- 鮑勃·斯塔克（職業籃球運動員）
- 克利福德·羅賓遜（職業籃球運動員）
- 查理·維拉紐瓦（職業籃球運動員）
- 理查德·汉密尔顿（職業籃球運動員）
- 沙華·湯馬士（職業足球運動員）
- 张福林（美国航天员）

## 外部連結
- 康涅狄格州大学官方網站 （页面存档备份，存于）